# Вевак
Вевак (англ. Wewak) — город в Папуа — Новой Гвинее, столица провинции Восточный Сепик.

## История
С 1943 по 1945 год, во время Второй мировой войны, в Веваке располагалась крупнейшая японская авиабаза в Новой Гвинее. База подвергалась бомбардировке со стороны австралийских и американских воздушных сил. Аэропорт, построенный японцами, используется по сей день.

## Транспорт
В Веваке имеется аэропорт.

## Демография
Население города по годам:
| 1980   | 1990   | 2000   | 2010   |
| ------ | ------ | ------ | ------ |
| 19 554 | 23 224 | 19 724 | 21 792 |